# Frontière entre le Delaware et la Pennsylvanie

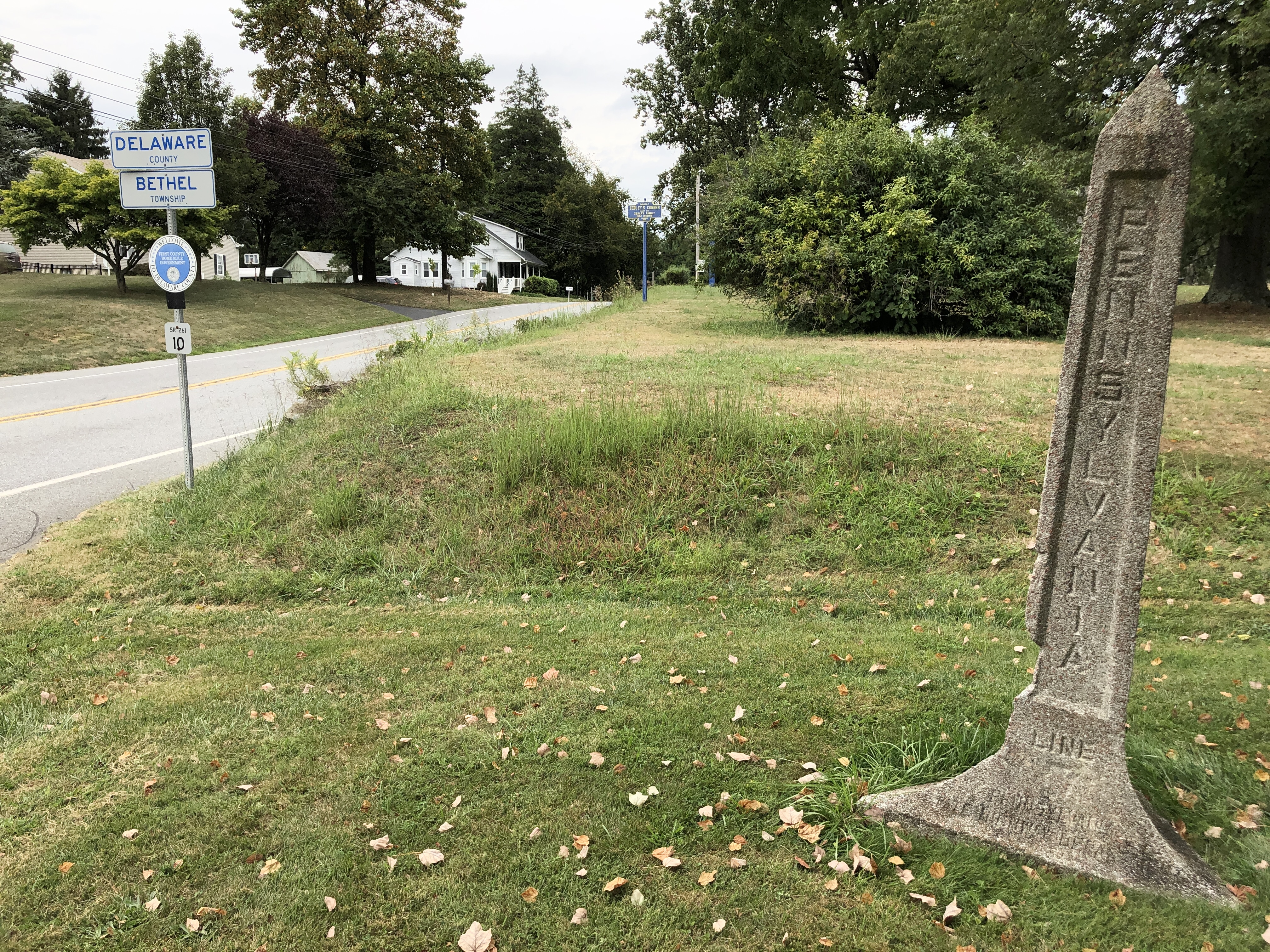
Borne marquant la frontière.

La frontière entre le Delaware et la Pennsylvanie est une frontière intérieure des États-Unis délimitant les territoires du Delaware à l'ouest et le Pennsylvanie à l'est.
Son tracé constitué par un arc de cercle baptisé en anglais Twelve-Mile Circle, baptisé ainsi parce le centre de cet arc de 12 miles (moins de 20 km) de rayon se trouve à New Castle (Delaware), ville située sur les rives du fleuve Delaware.

Cet arc débute sur le rivage gauche du fleuve pour se termine au nord de la ville de Newark par l'extrémité septentrionale de la ligne Mason-Dixon 39°43'20" de latitude Nord.